# Литвин Павло Іванович
Павло Іванович Литвин (1926, село Новгородка-2, тепер смт. Новгородка Новгородківського району Кіровоградської області — 21 грудня 1985, місто Черкаси) — український радянський діяч, 2-й секретар Волинського обкому КПУ. Депутат Верховної Ради УРСР 7-го скликання.

## Біографія
Народився в селянській родині.
У 1943—1945 роках — у Червоній армії, учасник німецько-радянської війни.
Після демобілізації до 1952 року працював на радянській і господарській роботі в Кіровоградській області.
Член ВКП(б) з 1948 року.
У 1952—1962 роках — директор Устилузької машинно-тракторної станції (МТС) Волинської області; директор Поворської машинно-тракторної станції (МТС) Волинської області; заступник голови виконавчого комітету Торчинської районної ради депутатів трудящих Волинської області; 2-й та 1-й секретар Локачинського районного комітету КПУ Волинської області.
У 1962 році — начальник Ковельського територіально-виробничого колгоспно-радгоспного управління Волинської області.
У 1962 — березні 1963 року — секретар партійного комітету Ковельського територіально-виробничого колгоспно-радгоспного управління Волинської області.
У березні 1963 — 29 травня 1970 року — 2-й секретар Волинського обласного комітету КПУ.
У 1970 — грудні 1985 року — голова Черкаського обласного об'єднання «Сільгосптехніка»; голова Черкаського обласного виробничого об'єднання по виробничо-технічному забезпеченню сільського господарства — заступник голови ради Черкаського обласного агропромислового об'єднання (у 1985 році).

## Нагороди
- два ордени Трудового Червоного Прапора
- два ордени «Знак Пошани»
- орден Вітчизняної війни 2-го ступеня (6.04.1985)
- медалі
- заслужений інженер сільського господарства Української РСР